# Скорупський Ігор Григорович
Ігор Григорович Скорупський (6 серпня 1948, м. Надвірна Надвірнянський район Івано-Франківська область — 19 травня 2014, м. Хмельницький, Україна) — радянський і український живописець, дизайнер. Член НСХУ (1985). Член творчого об'єднання подільських митців «Плоский рів» (1995). Лауреат премії Ленінського комсомолу (1979). Лауреат міської премії ім. Б. Хмельницького (2007).

## Життєпис
Скорупський Ігор Григорович народився 6 серпня 1948 року в м. Надвірна Івано-Франківської області.
У 1973 році закінчив Львівське училище прикладного мистецтва ім. І. Труша (нині Львівський державний коледж декоративного і ужиткового мистецтва імені Івана Труша) за спеціальністю художник-оформлювач. Цього ж року почав працювати у Хмельницькому відділенні Художнього фонду України, де був єдиним дипломованим спеціалістом (художником-оформлювачем).
Займався декоративним оформленням фасадів заводів, художніх панно в кінотеатрах, навчальних закладах, дитсадках.

## Творчість
Знаковими роботами у творчому становленні митця є: оформлення музею М. Островського у Шепетівці та музею історії запорозького козацтва на острові Хортиця. За створення експозиції музею М. Островського, яка нині внесена ЮНЕСКО до «Каталогу музеїв світу», став лауреатом премії ім. Ленінського комсомолу (1979). Працював у дизайнерській групі, котра оформляла Київ до Олімпіади-80.
За проектами Ігоря Скорупського виконано ряд робіт у м. Хмельницькому і області, а саме, оформлення Центру науково-технічної інформації та Літературно-меморіального музею Анни Ахматової в с. Слобідка-Шелехівська Деражнянського району.
В складі творчого об'єднання подільських митців «Плоский рів» брав участь в акції, ініційованій Хмельницьким обласним художнім музеєм, «Артклуб-96».
З 1975 року брав активну участь у різноманітних виставках. Основні з них:
1995 — «Птахи свободи України», м. Альбштат (Німеччина);
1996 — м. Гданськ (Польща);
1996 — «З журбою радість обнялась», м. Москва, в посольстві України в Росії.
Помер 19 травня 2014 року. Похований у м. Хмельницькому
Твори художника зберігаються у музейній колекції Хмельницького художнього музею, а також у приватних колекціях України, Росії, Польщі, Німеччини, США, Ізраїлю, Італії, Австрії.